# دولت هشتم جمهوری اسلامی ایران
دولت هشتم جمهوری اسلامی ایران یا دولت دوم اصلاحات به ریاست سید محمد خاتمی در ۱۱ مرداد ۱۳۸۰ کار خود را رسماً آغاز کرد.

## اعضای کابینه
نمایندگان مجلس ششم علی‌رغم اینکه در ابتدا با وزیر نفتی بیژن زنگنه مخالفت کرد، در نهایت هم به تمامی اعضای کابینه پیشنهادی سید محمد خاتمی رای اعتماد داد. این رای‌گیری در جلسه مورخ ۳۰ مرداد ۱۳۸۰ انجام شد.

## هیئت دولت
| رئیس‌جمهور                            |  | سید محمد خاتمی           | ۱۲ مرداد ۱۳۸۰    | ۱۲ مرداد ۱۳۸۴    | روحانیون مبارز |               |
| وزیران                               |  |                          |                  |                  |                |               |
| وزیر آموزش و پرورش                   |  | مرتضی حاجی               | ۳۱ مرداد ۱۳۸۰    | ۲ شهریور ۱۳۸۴    | مشارکت         | [ ۲ ]         |
| وزیر اطلاعات                         |  | علی یونسی                | ۳۱ مرداد ۱۳۸۰    | ۲ شهریور ۱۳۸۴    | مستقل          | [ ۲ ]         |
| وزیر امور اقتصادی و دارایی           |  | طهماسب مظاهری            | ۳۱ مرداد ۱۳۸۰    | ۶ اردیبهشت ۱۳۸۳  | مستقل          | [ ۲ ] [ ۳ ]   |
| وزیر امور اقتصادی و دارایی           |  | سید صفدر حسینی           | ۶ اردیبهشت ۱۳۸۳  | ۲ شهریور ۱۳۸۴    | مشارکت         | [ ۳ ]         |
| وزیر امور خارجه                      |  | کمال خرازی               | ۳۱ مرداد ۱۳۸۰    | ۲ شهریور ۱۳۸۴    | مستقل          | [ ۲ ]         |
| وزیر بازرگانی                        |  | محمد شریعتمداری          | ۳۱ مرداد ۱۳۸۰    | ۲ شهریور ۱۳۸۴    | مستقل          | [ ۲ ]         |
| وزیر بهداشت، درمان و آموزش پزشکی     |  | مسعود پزشکیان            | ۳۱ مرداد ۱۳۸۰    | ۲ شهریور ۱۳۸۴    | مستقل          | [ ۲ ]         |
| وزیر پست و تلگراف و تلفن             |  | سید احمد معتمدی          | ۳۱ مرداد ۱۳۸۰    | ۲ شهریور ۱۳۸۴    | مستقل          | [ ۲ ]         |
| وزیر تعاون                           |  | علی صوفی                 | ۳۱ مرداد ۱۳۸۰    | ۲ شهریور ۱۳۸۴    | مشارکت         | [ ۲ ]         |
| وزیر جهاد کشاورزی                    |  | محمود حجتی               | ۳۱ مرداد ۱۳۸۰    | ۲ شهریور ۱۳۸۴    | مشارکت         | [ ۲ ]         |
| وزیر دادگستری                        |  | محمداسماعیل شوشتری       | ۳۱ مرداد ۱۳۸۰    | ۲ شهریور ۱۳۸۴    | کارگزاران      | [ ۲ ]         |
| وزیر دفاع و پشتیبانی نیروهای مسلح    |  | علی شمخانی               | ۳۱ مرداد ۱۳۸۰    | ۲ شهریور ۱۳۸۴    | نظامی          | [ ۲ ]         |
| وزیر راه و ترابری                    |  | احمد خرم                 | ۳۱ مرداد ۱۳۸۰    | ۱۲ مهر ۱۳۸۳      | مشارکت         | [ ۲ ] [ ۴ ]   |
| وزیر راه و ترابری                    |  | احمد صادق بناب*          | ۱۳ مهر ۱۳۸۳      | ۲۲ دی ۱۳۸۳       | مستقل          | [ ۵ ]         |
| وزیر راه و ترابری                    |  | محمد رحمتی*              | ۲۲ دی ۱۳۸۳       | ۱۴ بهمن ۱۳۸۳     | مستقل          | [ ۶ ]         |
| وزیر راه و ترابری                    |  | محمد رحمتی               | ۱۴ بهمن ۱۳۸۳     | ۲ شهریور ۱۳۸۴    | مستقل          | [ ۷ ]         |
| وزیر رفاه و تأمین اجتماعی            |  | محمدحسین شریف‌زادگان      | ۲۴ تیر ۱۳۸۳      | ۲ شهریور ۱۳۸۴    | مشارکت         | [ ۸ ]         |
| وزیر صنایع و معادن                   |  | اسحاق جهانگیری           | ۳۱ مرداد ۱۳۸۰    | ۲ شهریور ۱۳۸۴    | کارگزاران      | [ ۲ ]         |
| وزیر علوم، تحقیقات و فناوری          |  | مصطفی معین               | ۳۱ مرداد ۱۳۸۰    | ۱ شهریور ۱۳۸۲    | مشارکت         | [ ۲ ]         |
| وزیر علوم، تحقیقات و فناوری          |  | جعفر میلی‌منفرد*          | ۱ شهریور ۱۳۸۲    | ۱۶ مهر ۱۳۸۲      | مستقل          | [ ۹ ]         |
| وزیر علوم، تحقیقات و فناوری          |  | جعفر توفیقی              | ۱۶ مهر ۱۳۸۲      | ۲ شهریور ۱۳۸۴    | مستقل          | [ ۱۰ ]        |
| وزیر فرهنگ و ارشاد اسلامی            |  | احمد مسجدجامعی           | ۳۱ مرداد ۱۳۸۰    | ۲ شهریور ۱۳۸۴    | مستقل          | [ ۲ ]         |
| وزیر کار و امور اجتماعی              |  | سید صفدر حسینی           | ۳۱ مرداد ۱۳۸۰    | ۶ اردیبهشت ۱۳۸۳  | مشارکت         | [ ۲ ]         |
| وزیر کار و امور اجتماعی              |  | ناصر خالقی               | ۶ اردیبهشت ۱۳۸۳  | ۲ شهریور ۱۳۸۴    | مشارکت         | [ ۳ ]         |
| وزیر کشور                            |  | سید عبدالواحد موسوی لاری | ۳۱ مرداد ۱۳۸۰    | ۲ شهریور ۱۳۸۴    | روحانیون مبارز | [ ۲ ]         |
| وزیر مسکن و شهرسازی                  |  | علی عبدالعلی‌زاده         | ۳۱ مرداد ۱۳۸۰    | ۲ شهریور ۱۳۸۴    | کارگزاران      | [ ۲ ]         |
| وزیر نفت                             |  | بیژن نامدار زنگنه        | ۳۱ مرداد ۱۳۸۰    | ۲ شهریور ۱۳۸۴    | کارگزاران      | [ ۲ ]         |
| وزیر نیرو                            |  | حبیب‌الله بیطرف           | ۳۱ مرداد ۱۳۸۰    | ۲ شهریور ۱۳۸۴    | مشارکت         | [ ۲ ]         |
| معاونان رئیس‌جمهور                    |  |                          |                  |                  |                |               |
| معاون اول                            |  | محمدرضا عارف             | ۴ شهریور ۱۳۸۰    | ۱۹ شهریور ۱۳۸۴   | مشارکت         | [ ۱۱ ] [ ۱۲ ] |
| معاون امور حقوقی و مجلس              |  | سید محمدعلی ابطحی        | ۱۱ شهریور ۱۳۸۰   | ۲۱ مهر ۱۳۸۳      | روحانیون مبارز | [ ۱۳ ] [ ۱۴ ] |
| معاون امور حقوقی و مجلس              |  | مجید انصاری              | ۲۱ مهر ۱۳۸۳      | ۷ شهریور ۱۳۸۴    | روحانیون مبارز | [ ۱۴ ] [ ۱۵ ] |
| رئیس بنیاد شهید و امور ایثارگران     |  | حسین دهقان               | ۱۹ اردیبهشت ۱۳۸۳ | ۱۲ مرداد ۱۳۸۴    | نظامی          | [ ۱۶ ]        |
| دبیرکل ستاد مبارزه با مواد مخدر      |  | علی هاشمی                | ۱۶ تیر ۱۳۸۱      | ۲۲ شهریور ۱۳۸۴   | نظامی          | [ ۱۷ ] [ ۱۸ ] |
| رئیس سازمان انرژی اتمی ایران         |  | غلام‌رضا آقازاده          | ۱۲ مرداد ۱۳۸۰    | ۱۲ مرداد ۱۳۸۴    | کارگزاران      | [ ۱۹ ]        |
| رئیس سازمان تربیت بدنی               |  | محسن مهرعلیزاده          | ۱۹ آبان ۱۳۸۰     | ۳ مهر ۱۳۸۴       | مدیران صنعتی   | [ ۲۰ ] [ ۲۱ ] |
| رئیس سازمان حفاظت محیط زیست          |  | معصومه ابتکار            | ۱۲ مرداد ۱۳۸۰    | ۱۶ شهریور ۱۳۸۴   | مشارکت         | [ ۲۲ ] [ ۲۳ ] |
| رئیس سازمان مدیریت و برنامه‌ریزی کشور |  | محمد ستاری‌فر             | ۴ شهریور ۱۳۸۰    | ۱۹ اردیبهشت ۱۳۸۳ | مشارکت         | [ ۱۱ ] [ ۱۶ ] |
| رئیس سازمان مدیریت و برنامه‌ریزی کشور |  | حمیدرضا برادران شرکا     | ۱۹ اردیبهشت ۱۳۸۳ | ۲۸ مرداد ۱۳۸۴    | مشارکت         | [ ۱۶ ] [ ۲۴ ] |
| رئیس سازمان میراث فرهنگی و گردشگری   |  | سید حسین مرعشی           | ۱۹ اردیبهشت ۱۳۸۳ | ۲۷ مرداد ۱۳۸۴    | کارگزاران      | [ ۱۶ ] [ ۲۴ ] |

## یادداشت
1. ↑  از دی ۱۳۸۲: وزیر ارتباطات و فناوری اطلاعات
2. ↑  تا پیش از تصویب قانون وظایف و اختیارات وزارت ارتباطات و فناوری اطلاعات در آذر ۱۳۸۲، به عنوان «مسئول پیگیری، راهبری و نظارت بر چگونگی آماده‌سازی کشور برای حضور در عرصه‌های گوناگون فناوری اطلاعات» فعالیت داشت.